# 村井勉
村井 勉（むらい つとむ、1918年3月31日 - 2008年10月31日）は、日本の実業家。アサヒビール代表取締役社長、東洋工業（現：マツダ）代表取締役副社長、住友銀行（現：三井住友銀行）代表取締役副頭取、JR西日本代表取締役会長等を歴任した。1988年勲二等旭日重光章受章。

## 人物
福岡県小倉市堺町（現：北九州市小倉北区）で円応寺住職の二男として生まれ、その後村井家に養子に出された。旧制小倉中学（現：福岡県立小倉高等学校）を経て、1942年9月、戦時中の半年繰り上げで東京商科大学（現：一橋大学）を卒業。当時の住友グループにおける一括採用試験に合格。住友銀への配属となるが、出社することなく召集となり小倉歩兵連隊に入隊。翌年、新京陸軍経理学校に転属。主計将校となり、武昌で終戦を迎える。
復員によって住友銀に復帰。調査部等を歴任。東京業務部次長時代、日本生産性本部の主催した米国の割賦金融視察団に橋口収大蔵省中小金融課課長（のち国土庁事務次官、広島銀行頭取）らとともに参加。その際の視察報告書をもとに住友銀がプリンス自動車（現：日産自動車）と提携を結び、日本初の個人ローンの取り扱いを始めた。
1976年、住友銀常務在任時に経営不振に陥った東洋工業（現：マツダ）代表取締役副社長として出向。マツダ再建に取り組む。住友銀に復帰後、副頭取を経て、磯田一郎からの要請によって、長期間業績が低迷していたアサヒビール社長に就任し経営改革を断行。後継として招いた元部下の樋口廣太郎と共にアサヒスーパードライ発売にこぎ着け、大ヒットさせた。
1987年4月には、日向方斉関経連会長、橋本龍太郎運輸相から頼まれ分割民営化して発足したJR西日本初代代表取締役会長に、アサヒビール会長と兼務する形で就任。ほかのJR各社に先駆けて大規模な機構改革を実施し、事務と現場の垣根を取り払い、現地への大幅な権限移譲を進めた。また、1989年3月のダイヤ改正では「アーバンネットワーク（京阪神都市圏）」として朝夕のラッシュ時に列車を大増発させるなど顧客向けサービスの充実を図り、JR西日本の業績を伸ばした。1992年にアサヒビール及びJR西日本両社の取締役名誉会長に就任。
明るく気さくな性格で、また非常な読書家としても知られた。

## 経歴
- 1918年（大正7年）3月31日 - 福岡県小倉市（現：北九州市）に生まれる。
- 1937年（昭和12年）3月 - 福岡県小倉中学（現：福岡県立小倉高等学校）卒業、4月東京商科大学（現：一橋大学）予科入学、3年後本科入学。大学時代は、体育会バレーボール部の主将を務めた。
- 1942年（昭和17年）9月 - 同大卒業、同年10月、住友銀行（現：三井住友銀行）入行。
- 1970年（昭和45年）11月 - 同行取締役総務部長。
- 1973年（昭和48年）4月 - 同行常務取締役東京営業部長。
- 1976年（昭和51年）1月 - 東洋工業（現：マツダ）代表取締役副社長。
- 1980年（昭和55年）1月 - 東洋工業代表取締役副社長を退任、住友銀行代表取締役専務取締役。同年4月から関西経済同友会代表幹事（1982年4月まで）。
- 1981年（昭和56年）6月 - 同行代表取締役副頭取。
- 1982年（昭和57年）1月 - 朝日麦酒（現：アサヒビール）顧問、3月住友銀行代表取締役副頭取退任、アサヒビール代表取締役社長。
- 1986年（昭和61年）3月 - アサヒビール代表取締役会長。
- 1987年（昭和62年）4月 - 西日本旅客鉄道（JR西日本）代表取締役会長（初代）
- 1992年（平成4年）6月 - JR西日本取締役相談役名誉会長、同年9月アサヒビール取締役相談役名誉会長
- 1994年（平成6年）- 日本オペレーションズ・リサーチ学会会長（1996年まで）[10]。
- 1995年（平成7年）3月 - アサヒビール相談役名誉会長。
- 1996年（平成8年）- 日本バレーボール協会会長。
- 1999年（平成11年）1月 - アサヒビール相談役、同年6月西日本旅客鉄道顧問名誉会長。
- 2001年（平成13年）3月 - アサヒビール名誉顧問。
- 2003年（平成15年）6月 - JR西日本 顧問名誉会長退任。
- 2008年（平成20年）10月31日 - 肺炎のため住友病院で90歳で死去。

## 関連書籍

### 著書
- 『人間万事塞翁が馬―村井流人と企業の活性化哲学 (なにわ塾叢書 (67)) 』 ブレーンセンター、1997年。ISBN 4833901676
- 『35歳から仕事で大切にしたいこと - これからさき、成長していくために』 あさ出版、2005年。ISBN 4860630947

### 共著ほか
- 大野誠治共著 『村井勉の辞めるヤツは教育しない - わが体験的組織活性のノウハウ』 中経出版、1996年。ISBN 4806109045
- 岩尾清治 『今に生きる―JR西日本名誉会長村井勉聞書』 西日本新聞社、2001年。ISBN 481670535X